# シャプレヤ (小惑星)
シャプレヤ (1123 Shapleya) は、小惑星帯（メインベルト）に位置する小惑星の一つ。バティスティーナ族またはフローラ族だと推定されている。
クリミア半島のシメイズでグリゴリー・ニコラエヴィチ・ネウイミンによって発見され、アメリカ合衆国の天文学者ハーロー・シャプレーに因んで名付けられた。